# Cyclaulax lunatus
Cyclaulax lunatus är en stekelart som först beskrevs av Szepligeti 1906.  Cyclaulax lunatus ingår i släktet Cyclaulax och familjen bracksteklar. Inga underarter finns listade i Catalogue of Life.